# Scottish Premier Division 1992-1993
La Scottish Premier Division 1992-1993 è stata la 96ª edizione della massima serie del campionato scozzese di calcio, disputato tra il 1º agosto 1992 e il 15 maggio 1993 e concluso con la vittoria dei Rangers, al loro quarantatreesimo titolo, il quinto consecutivo.
Capocannoniere del torneo è stato Ally McCoist (Rangers) con 34 reti.

## Stagione

### Formula
Le 12 squadre si affrontarono in match di andata-ritorno-andata-ritorno, per un totale di 44 giornate.

## Squadre partecipanti
| Club            | Stagione | Città      | Stadio            | Stagione precedente                           |
| --------------- | -------- | ---------- | ----------------- | --------------------------------------------- |
| Aberdeen        | dettagli | Aberdeen   | Pittodrie Stadium | 6º posto in Scottish Premier Division         |
| Airdrieonians   | dettagli | Airdrie    | Broomfield Park   | 7º posto in Scottish Premier Division         |
| Celtic          | dettagli | Glasgow    | Celtic Park       | 3º posto in Scottish Premier Division         |
| Dundee          | dettagli | Dundee     | Dens Park         | 1º posto in Scottish First Division, promosso |
| Dundee Utd      | dettagli | Dundee     | Tannadice Park    | 4º posto in Scottish Premier Division         |
| Falkirk         | dettagli | Falkirk    | Brockville Park   | 9º posto in Scottish Premier Division         |
| Hearts          | dettagli | Edimburgo  | Tynecastle Park   | 2º posto in Scottish Premier Division         |
| Hibernian       | dettagli | Edimburgo  | Easter Road       | 5º posto in Scottish Premier Division         |
| Motherwell      | dettagli | Motherwell | Fir Park          | 10º posto in Scottish Premier Division        |
| Partick Thistle | dettagli | Glasgow    | Firhill Stadium   | 2º posto in Scottish First Division, promosso |
| Rangers         | dettagli | Glasgow    | Ibrox Park        | 1º posto in Scottish Premier Division         |
| St. Johnstone   | dettagli | Perth      | McDiarmid Park    | 8º posto in Scottish Premier Division         |

## Classifica finale
Fonte:
|       | Pos. | Squadra         | Pt | G  | V  | N  | P  | GF | GS | DR  |
| ----- | ---- | --------------- | -- | -- | -- | -- | -- | -- | -- | --- |
|       | 1.   | Rangers         | 73 | 44 | 33 | 7  | 4  | 97 | 35 | +62 |
| [ 3 ] | 2.   | Aberdeen        | 64 | 44 | 27 | 10 | 7  | 87 | 36 | +51 |
|       | 3.   | Celtic          | 60 | 44 | 24 | 12 | 8  | 68 | 41 | +27 |
|       | 4.   | Dundee Utd      | 47 | 44 | 19 | 9  | 16 | 56 | 49 | +7  |
| [ 4 ] | 5.   | Hearts          | 44 | 44 | 15 | 14 | 15 | 46 | 51 | -5  |
|       | 6.   | St. Johnstone   | 40 | 44 | 10 | 20 | 14 | 52 | 66 | -14 |
|       | 7.   | Hibernian       | 37 | 44 | 12 | 13 | 19 | 54 | 64 | -10 |
|       | 8.   | Partick Thistle | 36 | 44 | 12 | 12 | 20 | 50 | 71 | -21 |
|       | 9.   | Motherwell      | 35 | 44 | 11 | 13 | 20 | 46 | 62 | -16 |
|       | 10.  | Dundee          | 34 | 44 | 11 | 12 | 21 | 48 | 68 | -20 |
|       | 11.  | Falkirk         | 29 | 44 | 11 | 7  | 26 | 60 | 86 | -26 |
|       | 12.  | Airdrieonians   | 29 | 44 | 6  | 17 | 21 | 35 | 70 | -35 |

Legenda:
      Campione di Scozia e qualificata in UEFA Champions League 1993-1994.
      Qualificata alla Coppa delle Coppe 1993-1994.
      Qualificata alla Coppa UEFA 1993-1994.
      Retrocesso in Scottish First Division 1993-1994.
Regolamento:
Due punti a vittoria, uno a pareggio, zero a sconfitta.
A parità di punti, le posizioni in classifica venivano determinate sulla base della differenza reti.

## Statistiche

### Squadre

#### Capoliste solitarie
|    | —— | —— | ——  | —— | ——  | —— | —— | ——      | ——      | ——      | ——      | ——      | ——      | ——      | ——      | ——      | ——      | ——      | ——      | ——      | ——      | ——      | ——      | ——      | ——      | ——      | ——      | ——      | ——      | ——      | ——      | ——      | ——      | ——      | ——      | ——      | ——      | ——      | ——      | ——      | ——      | ——      | ——      | —— |  |
|    |    |    | Cel |    | DuU |    |    | Rangers | Rangers | Rangers | Rangers | Rangers | Rangers | Rangers | Rangers | Rangers | Rangers | Rangers | Rangers | Rangers | Rangers | Rangers | Rangers | Rangers | Rangers | Rangers | Rangers | Rangers | Rangers | Rangers | Rangers | Rangers | Rangers | Rangers | Rangers | Rangers | Rangers | Rangers | Rangers | Rangers | Rangers | Rangers | Rangers |    |  |
|    |    |    |     |    |     |    |    |         |         |         |         |         |         |         |         |         |         |         |         |         |         |         |         |         |         |         |         |         |         |         |         |         |         |         |         |         |         |         |         |         |         |         |         |    |  |
|    |    |    |     |    |     |    |    |         |         |         |         |         |         |         |         |         |         |         |         |         |         |         |         |         |         |         |         |         |         |         |         |         |         |         |         |         |         |         |         |         |         |         |         |    |  |
| 1ª | 2ª | 3ª | 4ª  | 5ª | 6ª  | 7ª | 8ª | 9ª      | 10ª     | 11ª     | 12ª     | 13ª     | 14ª     | 15ª     | 16ª     | 17ª     | 18ª     | 19ª     | 20ª     | 21ª     | 22ª     | 23ª     | 24ª     | 25ª     | 26ª     | 27ª     | 28ª     | 29ª     | 30ª     | 31ª     | 32ª     | 33ª     | 34ª     | 35ª     | 36ª     | 37ª     | 38ª     | 39ª     | 40ª     | 41ª     | 42ª     | 43ª     | 44ª     |    |  |